# Saint-Laurent-Blangy
Saint-Laurent-Blangy là một xã ở tỉnh Pas-de-Calais, vùng Hauts-de-France, Pháp.

## Địa lý
Saint-Laurent-Blangy là một xã công nghiệp nhẹ, nằm ở phía đông bắc Arras, tại giao lộ của các tuyến đườngN50, D42 và D919.

## Dân số
| 1962                                                         | 1968 | 1975 | 1982 | 1990 | 1999 | 2006 |
| ------------------------------------------------------------ | ---- | ---- | ---- | ---- | ---- | ---- |
| 3650                                                         | 3752 | 5227 | 6100 | 5358 | 5578 | 5619 |
| Số liệu điều tra dân số từ năm 1962, dân số chỉ tính một lần |      |      |      |      |      |      |

## Địa điểm nổi bật
- Nhà thờ St.Laurent, rebuilt in 1982.